# Cue
Uma lista cue (cue sheet), ou arquivo cue (cue file), é um arquivo ASCII (texto plano) que especifica como as faixas de um CD devem estar dispostas. Listas Cue geralmente tem um nome de arquivo ".cue" . Ele foi usado originalmente pelo programa de gravação de CD CDRWIN, mas também é usado com outros programas de Cd e programas de reprodução de video.
Para um CD de áudio, uma lista cue sheet pode especificar títulos e artistas do disco e suas faixas e também o nome de um ou mais arquivo de áudio usados. Geralmente são usados em arquivos MP3, WAV e BIN, mas alguns programas suportam outros formatos. Listas Cue são muito úteis para gravar CD ou ouvir a sets ao vivo em que todas as faixas são gravadas em um único arquivo.
Listas Cue também são usadas para muitos tipos de CD gravados em uma imagem de disco. O arquivo de imagem geralmente tem extensão ".bin".
Uma descrição das listas cue e uma lista de comandos pode ser encontrada no manual do usuário do CDRWIN.

## Comandos
- Title - O nome do disco (ex Live at The Bassment)
- Performer - artista ou DJ da gravação
- Filename - nome do arquivo especifico(ex. liveset.mp3)
- Track - nome da música / faixa
- Flags - varias marcações de subcodigo por faixa. São raramente usadas.
- Track Times - o ponto de começo de uma faixa, em MM:SS:FR (minuto-segundo-frame)
  - Exemplo: 04:18:63 = 4 minutos, 18 segundos, 63 frames
  - Note que o valor máximo permitido para um frame CDDA é 74.

## Exemplo/Tutorial

### Cenário
Considere uma MP3 chamada faithless - live in berlin.mp3, contendo uma gravação ao vivo da banda Faithless's live performance in Berlim em 1998. Neste concerto Faithless tocou oito de seus próprios sons; a lista de faixas ficaria assim:
```
Faithless - Live in Berlin 1998
01. Faithless - Reverence
02. Faithless - She's My Baby
03. Faithless - Take The Long Way Home
04. Faithless - Insomnia
05. Faithless - Bring The Family Back
06. Faithless - Salva Mea
07. Faithless - Dirty Old Man
08. Faithless - God Is A DJ
```

Se considerar que o MP3 e um arquivo contendo o show todo, queima-lo num cd CD tornaria impossível pular alguma das faixas.
Para criar a lista cue, você deve encontrar no MP3 primeiro os pontos onde cada música começa.  Note que os tempos são cumulativos, então cada faixa deve estar mais à frente que a anterior.  E a primeira faixa sempre começa em 00:00:00.
```
Exemplo
01. 00:00:00
02. 06:42:00
03. 10:54:00
04. 17:04:00
05. 25:44:00
06. 30:50:00
07. 38:24:00
08. 42:35:00
```

Após encontrar os tempos, abra um editor de texto plano, como o Notepad ou TextEdit, e comece a digitar o arquivo.  as primeiras linhas mostram informações sobre o disco, neste exemplo fica assim:
```
TITLE "Live in Berlin, 1998"
PERFORMER "Faithless"
FILE "faithless - live in berlin.mp3" MP3
```

Depois vem a informação de cada faixa.  as linhas INDEX 01 são iguais para cada faixa, somente deve mudar seu valor.  TITLE e PERFORMER são opcionais. 
```
TRACK 06 AUDIO
TITLE "Salva Mea"
PERFORMER "Faithless"
INDEX 01 30:50:00
```

depois de colocar os tempos de todas as faixas na lista cue, o produto final deve parecer assim:
```
TITLE "Live in Berlin, 1998"
PERFORMER "Faithless"
FILE "faithless - live in berlin.mp3" MP3
  TRACK 01 AUDIO
    TITLE "Reverence"
    PERFORMER "Faithless"
    INDEX 01 00:00:00
  TRACK 02 AUDIO
    TITLE "She's My Baby"
    PERFORMER "Faithless"
    INDEX 01 06:42:00
  TRACK 03 AUDIO
    TITLE "Take The Long Way Home"
    PERFORMER "Faithless"
    INDEX 01 10:54:00
  TRACK 04 AUDIO
    TITLE "Insomnia"
    PERFORMER "Faithless"
    INDEX 01 17:04:00
  TRACK 05 AUDIO
    TITLE "Bring The Family Back"
    PERFORMER "Faithless"
    INDEX 01 25:44:00
  TRACK 06 AUDIO
    TITLE "Salva Mea"
    PERFORMER "Faithless"
    INDEX 01 30:50:00
  TRACK 07 AUDIO
    TITLE "Dirty Old Man"
    PERFORMER "Faithless"
    INDEX 01 38:24:00
  TRACK 08 AUDIO
    TITLE "God Is A DJ"
    PERFORMER "Faithless"
    INDEX 01 42:35:00
```

Salve o arquivo com uma extensão .cue no mesmo diretório do arquivo de audio.

## Usos
- Tocar no Windows PC
  - Winamp com 
    - CUE Player Plug-In (in_cue.dll). Winamp 5.3 não suporta.
    - mp3cue Plugin (gen_mp3cue.dll)

  - Silverjuke Player e Jukebox
  - 1by1 MP3 player com muitos recursos, incluindo leitura de arquivos cue.
  - MPlayer que lê arquivos .cue com cue:// coloque a URL (com bug: mplayer não abre nenhuma cue sheet que não tenha FILE como primeira linha)
- foobar2000 tem suporte nativo à cue sheets.

- Toque no Cd queimando imagem
  - cdrecord/cdrtools (Freeware)
  - Nero Burning ROM (Selecione 'Burn Image to Disk')
  - CDRWIN
  - Exact Audio Copy
  - Burrrn (Freeware)
  - K3b
- Toque em players compatíveis com .cue
  - foobar2000
    - usando o foobar2000's Converter plugin, arquivos CUE podem ser separados em arquivos individuais de qualquer formato. é útil para aqueles álbuns completos em  formatos loseless que vem com cue sheets.

  - Amarok
  - FLAC pode juntar uma cuesheet inteira em um bloco de audio FLAC
  - Xbox Media Center